# Mas Gassol
El Mas Gassol és una masia del municipi d'Alcover (Alt Camp) protegida com a Bé Cultural d'Interès Local.
Dona nom a una entitat de població que l'any 2005 tenia 13 habitants. Es troba al nord del nucli urbà d'Alcover, i s'hi accedeix des de la carretera C-14. L'ajuntament d'Alcover i altres fonts la consideren una urbanització.

## Descripció
El Mas Gassol està situat en un turó, envoltat d'un petit jardí abandonat. És un conjunt d'edificacions entorn d'un nucli central primitiu de planta rectangular format per planta baixa, pis, golfes i coberta de teula a dues vessants, en sentit longitudinal. La façana és simètrica. A la planta baixa hi ha, centrada, la porta principal rectangular i una finestra quadrada a cada costat. Al primer pis hi ha un balcó centrat i una finestra rectangular a cada constat. Les golfes estan formades per un conjunt de sis finestrals d'arc de mig punt al centre i dues petites finestres d'arc rebaixat a ambdós costats. És remarcable l'escut heràldic que apareix damunt la llinda de la porta central, on hi ha una estrella de set puntes dues feixes ondulades i un altre element (actualment, el dibuix gairebé no és visible). El material és el paredat, arrebossat i pintat.

## Història
El Mas Gassol apareix documentat per primera vegada el 1682. Els propietaris, els Gassol, eren una de les famílies més importants d'Alcover. Tenien diverses possessions i drets de senyoria, i una casa al nucli urbà de la vila. La família Gassol va col·laborar en les despeses per a la construcció del retaule de l'església Nova d'Alcover. En l'actualitat, tant la masia com les terres de la finca es troben en venda per formar una urbanització residencial: "Urbanització Mas Gassol".